# Charles Tribble

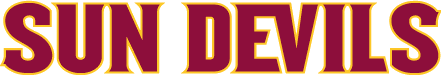
Zawodnik Arizona State Sun Devils

Charles A. Edward Tribble (ur. 24 kwietnia 1942 w Indio, zm. 17 października 2009 w Phoenix) – amerykański zapaśnik walczący w stylu wolnym. Olimpijczyk z Tokio 1964, gdzie zajął 21. miejsce w kategorii do 78 kg. (Wycofał się w drugiej rundzie)
Zawodnik Pacific High School w San Bernardino i Arizona State University. All-American w NCAA Division I, gdzie zajął trzecie miejsce w 1965 roku.
Wieloletni trener w South Mountain High School w Phoenix.

## Letnie Igrzyska Olimpijskie 1964
| Konkurencja      | Rundy eliminacyjne  | Klas. końcowa |
| Konkurencja      | Przeciwnik I        | Miejsce       |
| ---------------- | ------------------- | ------------- |
| 78 kg styl wolny | İsmail Ogan (TUR) P | 21.           |